# South Bloomfield
South Bloomfield è un villaggio degli Stati Uniti d'America, situato nello stato dell'Ohio, nella contea di Pickaway.